# ФК „Сао Пауло“
Футболен клуб „Сао Пауло“ (на португалски: São Paulo Futebol Clube) е бразилски футболен отбор от Сао Пауло.
Стадионът на клуба е „Ещадио до Морумби“ с капацитет от 80 000 души. Те са третият по популярност отбор в Бразилия с над 17 милиона привърженици.
„Сао Пауло“ е сред най-успешните футболни тимове на Южна Америка. Отборът е печелил Копа Либертадорес 3 пъти, а през 2005 година става световен клубен шампион. Печелили са първенството на щата Паулиста 21 пъти.
Футболистите на Сао Пауло играят с бели фланелки на червено-черни хоризонтални ленти, бели гащета и чорапи.

## История
Отборът е основан на 23 януари 1930 година от сливането на 2 други отбора – Клубе Атлетико Паулищано и Атлетика даш Палмейраш. Цветовете на екипите са заимствани от тези 2 отбора (червено и бяло от „Паулищано“ и бяло и черно от „Палмейраш“). В първия си футболен шампионат „Сао Пауло“ става 2-ри и записва само 1 загуба. През 1931 година тимът печели шампионата на Сао Пауло с 20 победи, 5 равни мача и 1 загуба. През 2005 година клубът става световен клубен шампион, а на следващата година печели шампионата на Бразилия за 4-ти път.

## Успехи

### Национални
- Кампеонато Бразилейро Серия А (6): 1977, 1986, 1991, 2006, 2007, 2008
- Кампеонато Паулища (21): 1931, 1943, 1945, 1946, 1948, 1949, 1953, 1957, 1970, 1971, 1975, 1980, 1981, 1985, 1987, 1989, 1991, 1992, 1998, 2000, 2005

### Международни
- Световно клубно първенство (1): 2005
- Междуконтинентална купа (2): 1992, 1993
- Копа Либертадорес (3): 1992, 1993, 2005
- Копа Судамерикана (1): 2012
- Рекопа Судамерикана (2): 1993, 1994

## Рекорди
| С най-много мачове      | С най-много мачове |
| ----------------------- | ------------------ |
| 1. Рожерио Сени **      | 907                |
| 2. Валдир Перез         | 617                |
| 3. Жозе Пой             | 565                |
| 4. Теиксириня           | 533                |
| 5. де Сорди             | 501                |
| 6. Терто                | 499                |
| 7. Жиньо Орландо        | 450                |
| Роберто Диаз            | 450                |
| 9. Нелсиньо             | 447                |
| 10. Мауро               | 444                |
| * As of August 23, 2009 |                    |
| ** Still Playing        |                    |

| Топ 10 голмайстори             | Топ 10 голмайстори |
| ------------------------------ | ------------------ |
| 1. Серджиньо Чулапа            | 242                |
| 2. Жиньо Орландо               | 232                |
| 3. Теиксериня                  | 184                |
| 4. Франса                      | 182                |
| 5. Луиз Антонио да Коста-Мюлер | 158                |
| 6. Луизиньо                    | 145                |
| 7. Леонидас да Силва           | 140                |
| 8. Мауро Рафаел                | 133                |
| 9. Раи                         | 128                |
| 10. Прадо                      | 121                |
| * As of October 28, 2006       |                    |

## Състав
| №  | Пост         | Играч                  |
| -- | ------------ | ---------------------- |
| 01 | вратар       | Рожерио Сени (капитан) |
| 3  | защитник     | Алекс Силва            |
| 5  | защитник     | Миранда                |
| 6  | защитник     | Жуниор Сезар           |
| 7  | полузашитник | Жорже Вагнер           |
| 8  | полузашитник | Клебер Сантана         |
| 9  | нападател    | Луиш Фабиано           |
| 10 | полузащитник | Ривалдо                |
| 11 | полузащитник | Марселиньо Параиба     |
| 12 | нападател    | Фернандиньо Перейра    |
| 33 | вратар       | Денис                  |
| 14 | защитник     | Ренато Силва           |
| 2  | полузащитник | Жеан                   |
| 15 | нападател    | Фернандао              |
| 16 | полузащитник | Марлос                 |

| №  | Пост         | Играч            |
| -- | ------------ | ---------------- |
| 17 | полузащитник | Лео Лима         |
| 18 | полузащитник | Родриго Соуто    |
| 19 | нападател    | Енрике Алмейда   |
| 20 | полузащитник | Ричарлисън       |
| 30 | защитник     | Адриан Гонзалез  |
| 22 | вратар       | Боско            |
| 99 | нападател    | Рикардо Оливейра |
| 25 | нападател    | Дагоберто        |
| 21 | полузащитник | Серхио Мота      |
| 30 | полузащитник | Оскар            |
| 33 | защитник     | Нелсон Сааверда  |
| 11 | полузащитник | Илсиньо          |

## Известни футболисти
- Аморосо
- Маркуш Кафу
- Кака
- Сержиньо Чулапа – държи рекорда от 242 гола за Сао Пауло
- Франса
- Сисиньо
- Едмилсон
- Рикардиньо
- Рожерио Сени – държи рекорда от над 800 изиграни мача за Сао Пауло
- Пита
- Валдир Перес
- Карека
- Раи – брат на легендата Сократес и световен шампион през 1994 г. с Бразилия
- Луиз Антонио да Коста-Мюлер
- Ернанес
- Вашингтон
- Рикардиньо
- Нейсор Реаско
- Жуниор
- Луиш Фабиано
- Жозуе
- Денилсон де Оливейра
- Денилсон Перейра Невес
- Алекс Силва